# Kathedrale von Colima

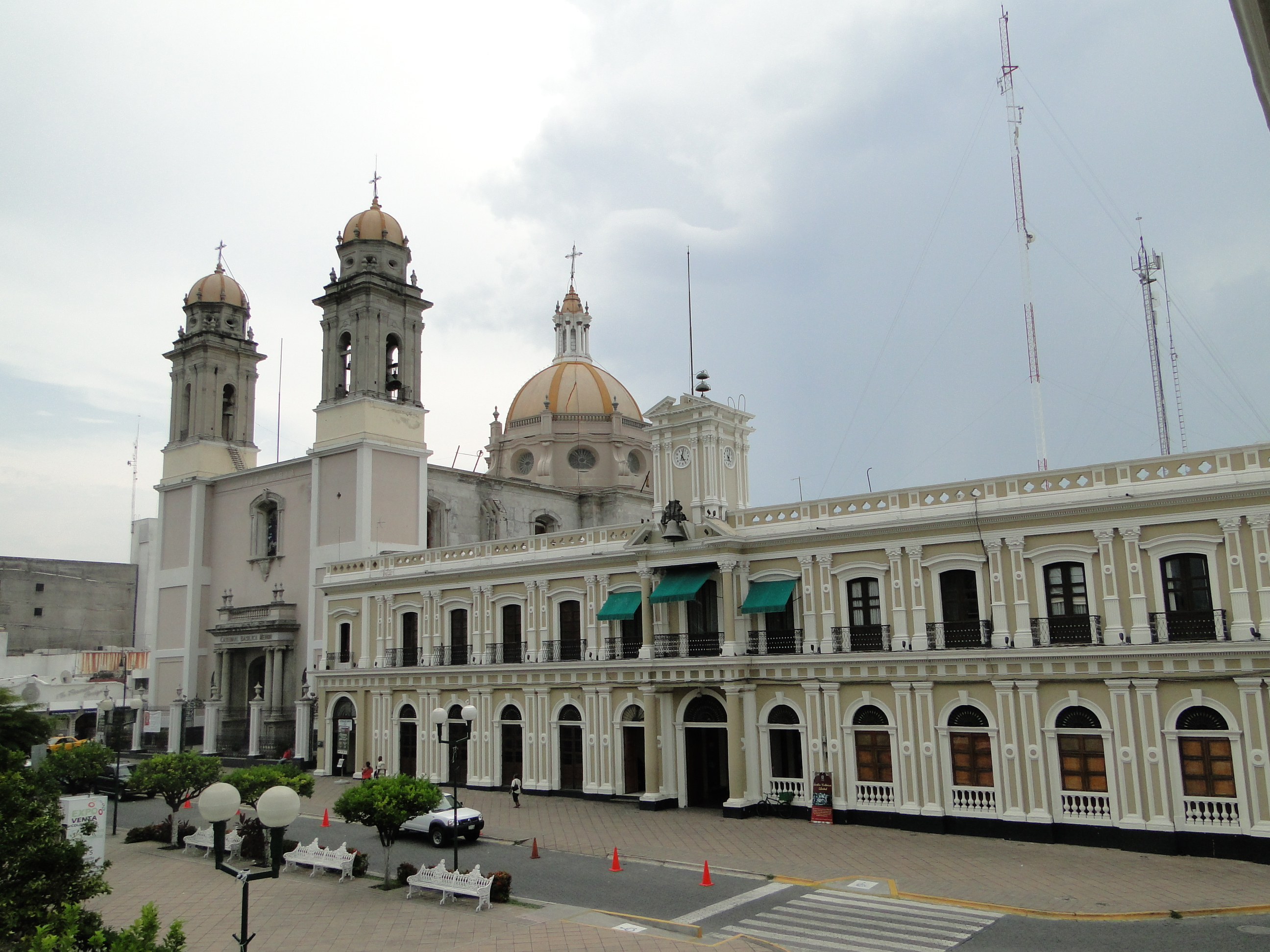
Kathedrale von Colima

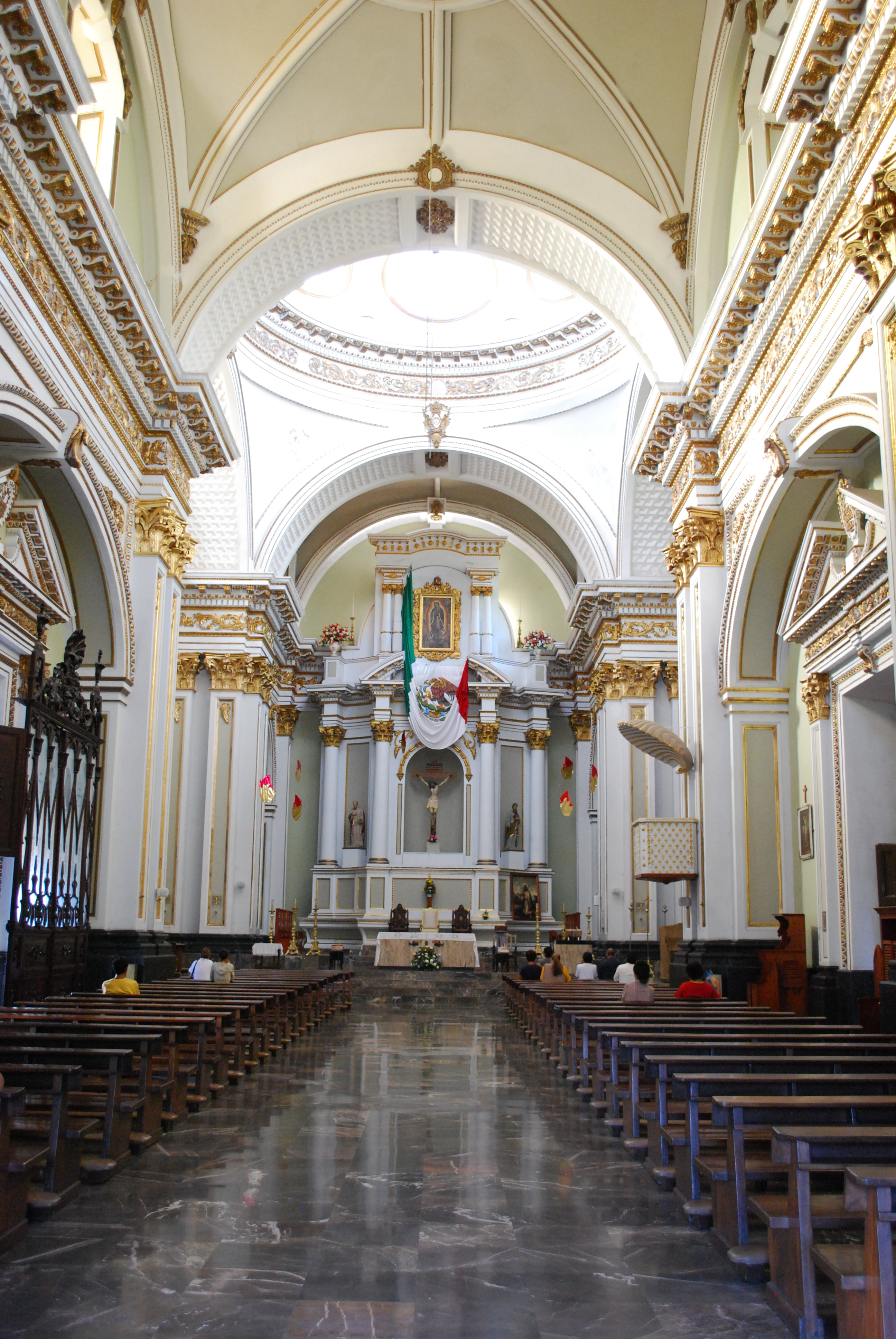
Innenraum

Die Kathedrale von Colima oder die Kathedralbasilika Unserer Lieben Frau von Guadalupe (spanisch Catedral Basílica de Nuestra Señora de Guadalupe) ist eine römisch-katholische Kirche im Zentrum von Colima, Hauptstadt des gleichnamigen mexikanischen Bundesstaates. Die Kathedrale des Bistums Colima ist Unserer Lieben Frau von Guadalupe gewidmet und hat den Rang einer Basilica minor. Die Kirche der ältesten Pfarrgemeinde der Stadt wurde im 19. Jahrhundert im klassizistischen Stil mit neobarocker Innengestaltung erbaut. Sie ist als historisches Denkmal geschützt.

## Geschichte
Nach der Stadtgründung 1523 wurde 1525 eine erste Lehmkirche an der Stelle der heutigen Kathedrale gebaut. Die Kirche war die erste in Lateinamerika, die der Jungfrau von Guadalupe geweiht wurde. Die heutige Kirche wurde nach dem Baubeginn 1820 und nach langer Bauzeit 1894 fertiggestellt. Sie wurde im klassizistischen Stil durch Lucio Uribe nach Plänen von Longino Banda errichtet. Bereits 1881 hatte sie die Funktion der Kathedrale des neu geschaffenen Bistums übernommen. 1998 wurde der Kathedrale durch Papst Johannes Paul II. der Rang einer Basilica minor verliehen.

## Architektur
Vor der schlichten Doppelturmfassade steht ein Portal auf zwei Paaren ionischer Säulen. Dahinter öffnet sich die einschiffige Kirche auf einem kreuzförmigen Grundriss. Die Vierungskuppel erhebt sich über einem Tambour mit runden Fenstern. Die Decken sind als Kreuzgewölbe ausgeführt.
Der Innenraum ist mit Schnitzereien aus Zedernholz gestaltet, die von den Tischlern Manuel Cedeño und Andrés Gonzaléz ausgeführt wurden. Die Kanzel wurde von Othón Bustos geschnitzt. Bedeutsam ist die alte Skulptur von Felipe de Jesús, dem Stadtpatron von Colima.